# Renauld de Dinechin
Pour les autres membres de la famille, voir Famille Dupont de Dinechin.
Renauld de Dinechin, né le 25 mars 1958 à Lille, est un évêque catholique français, évêque de Soissons, Laon et Saint-Quentin depuis le 30 octobre 2015.

## Biographie

### Formation
Après l'obtention d'un BTS en comptabilité Gestion, Renauld de Dinechin entre à l'Institut d'études théologiques de Bruxelles en 1983.

### Prêtre
Il est ordonné prêtre le 25 juin 1988 pour l'archidiocèse de Paris.
En 1995, il est postulant à l’Institut séculier Notre-Dame de Vie, pour lequel il prononce ses vœux perpétuels en 2002. Il assure ensuite et jusqu'en 2006 un rôle de conseiller pour la branche sacerdotale de Notre-Dame de Vie.
Il commence son ministère sacerdotal comme vicaire de la paroisse de l'Immaculée Conception jusqu'en 1995.
Parallèlement, il exerce des fonctions d'aumônier pour différents collèges et lycées publics.
À partir de 1995, il est placé en Mission étudiante à Saint-Germain des Prés, affecté à la Sorbonne puis à l'Université de Jussieu jusqu'en 2003.
Il s'implique ensuite dans les équipes de la Fraternité missionnaire des prêtres pour la Ville (FMPV), d'abord à Pontoise puis en tant que responsable de l'équipe de Cergy (Diocèse de Pontoise) de 2004 à 2008. En 2006, il devient doyen de Cergy. En 2008, il est élu au conseil presbytéral du diocèse.

### Évêque
Il est nommé évêque auxiliaire de Paris, avec le titre d'évêque titulaire de Macriana Minor, le 21 mai 2008 par le pape Benoît XVI en même temps qu'Éric de Moulins-Beaufort.
Leur consécration épiscopale a lieu à Notre-Dame de Paris le 5 septembre 2008. Ils sont consacrés par le cardinal Vingt-Trois archevêque de Paris, assisté de Éric Aumonier évêque de Versailles, Olivier de Berranger évêque de Saint-Denis, Jean-Yves Riocreux évêque de Pontoise et Pierre d'Ornellas archevêque de Rennes et ancien évêque auxiliaire de Paris.
Le 30 octobre 2015, il est nommé évêque de Soissons, Laon et Saint-Quentin par le pape François. Son installation officielle a lieu le dimanche 20 décembre 2015 en la cathédrale de Soissons. Le siège de Soissons était précédemment administré par Daniel Labille, administrateur apostolique depuis le départ de Hervé Giraud le 5 mars 2015, nommé archevêque de Sens-Auxerre et prélat de la Mission de France.

### Héraldique
Renauld de Dinechin, n'ayant pas souhaité[réf. nécessaire] utiliser les armoiries familiales, a donc fait créer un nouveau blason par un héraldiste professionnel. Il se blasonne ainsi : 
« d'azur au pont à trois arches d'or, une croix d'argent derrière celui-ci, d'où coule une rivière sinueuse de même, accompagnés d'un cerf au naturel se désaltérant auprès des rives d'or »[réf. nécessaire].